# Râul Valea Bunii
Râul Valea Bunii este un curs de apă, afluent al râului Cheia. 